# ولش کورگی کاردیگان
ولش کورگی کاردیگان (به انگلیسی: Cardigan Welsh Corgi)، نام یکی از نژادهای سگ است که خاستگاه آن به ولز بازمی‌گردد.

## نگارخانه

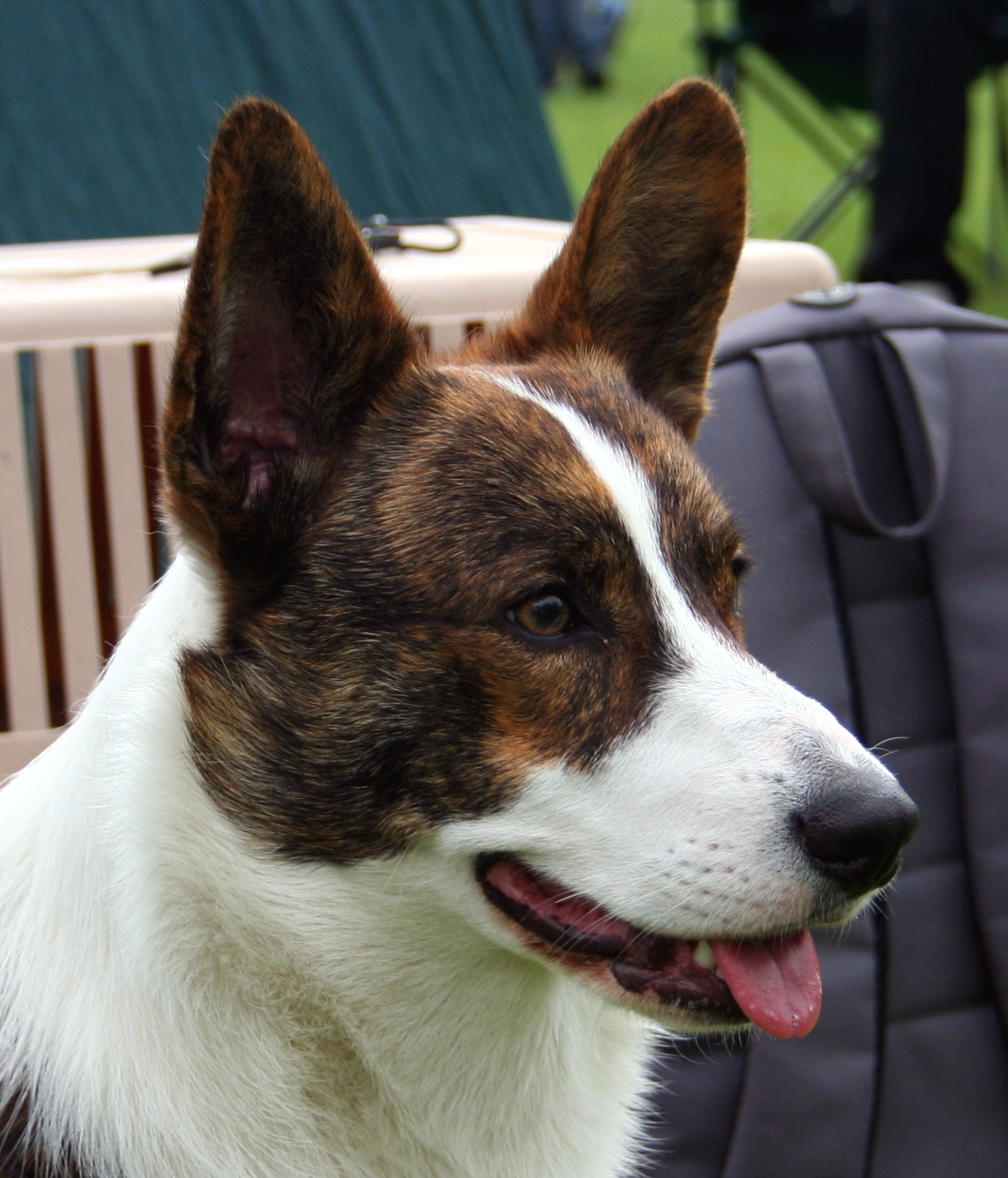
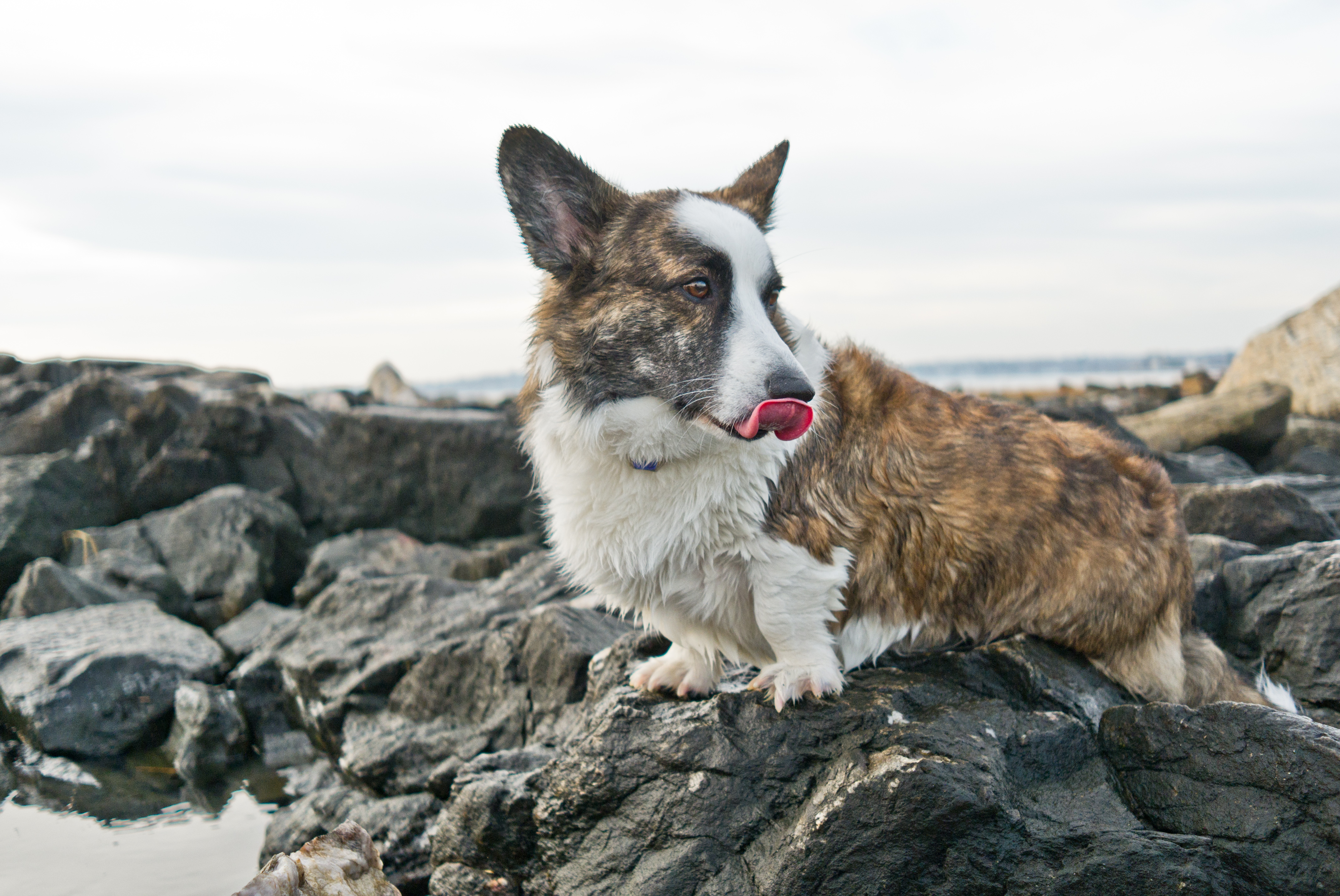
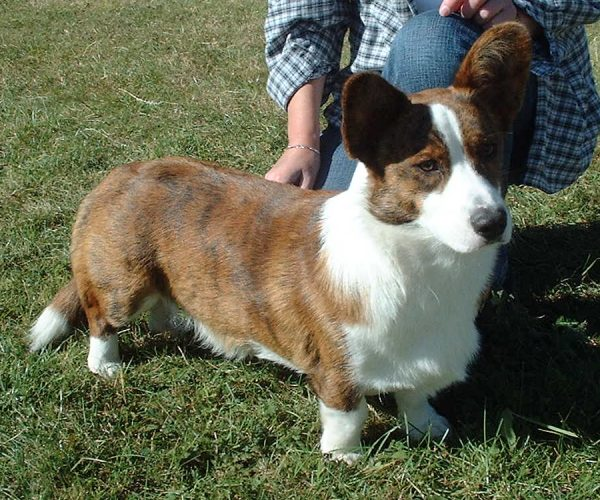
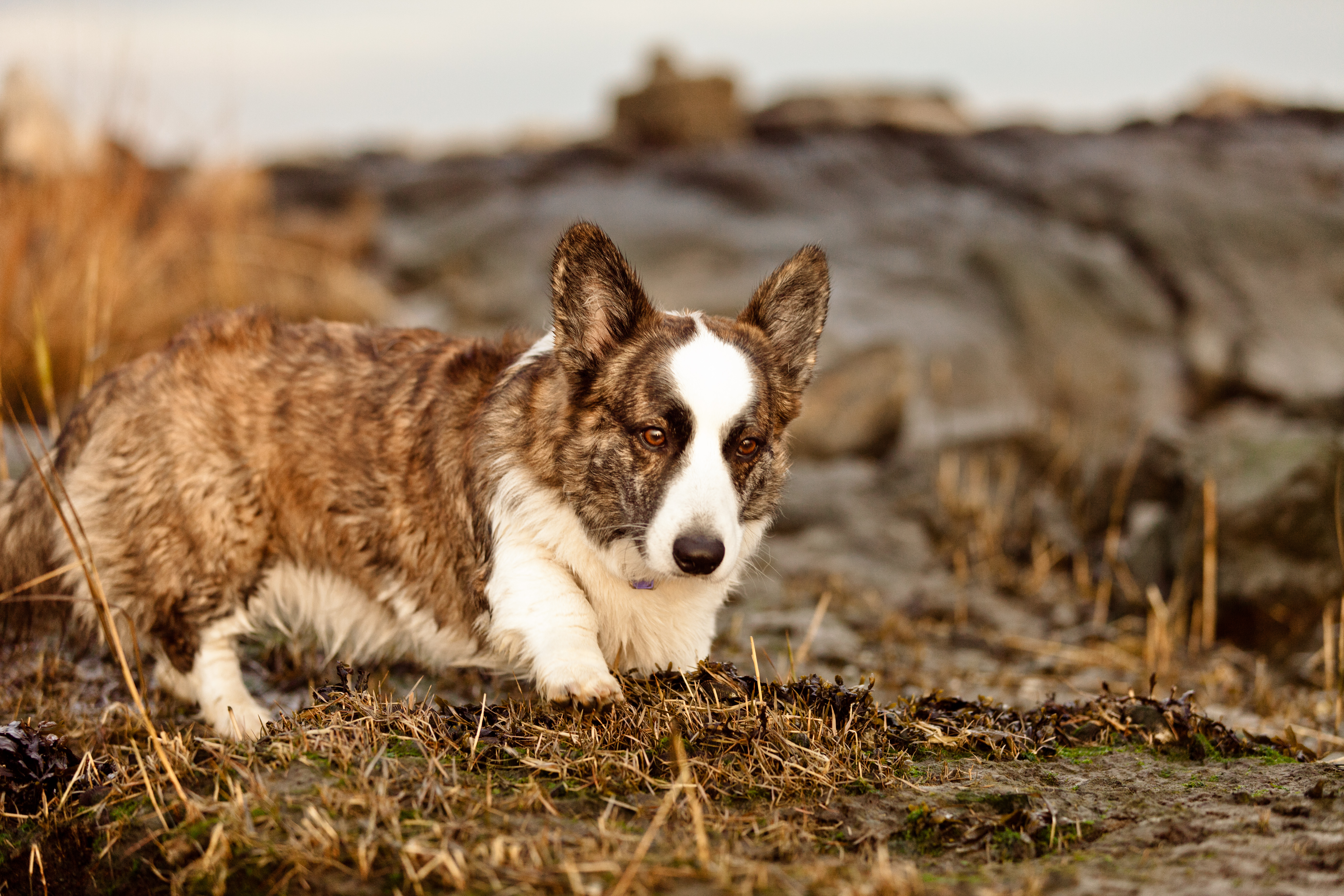
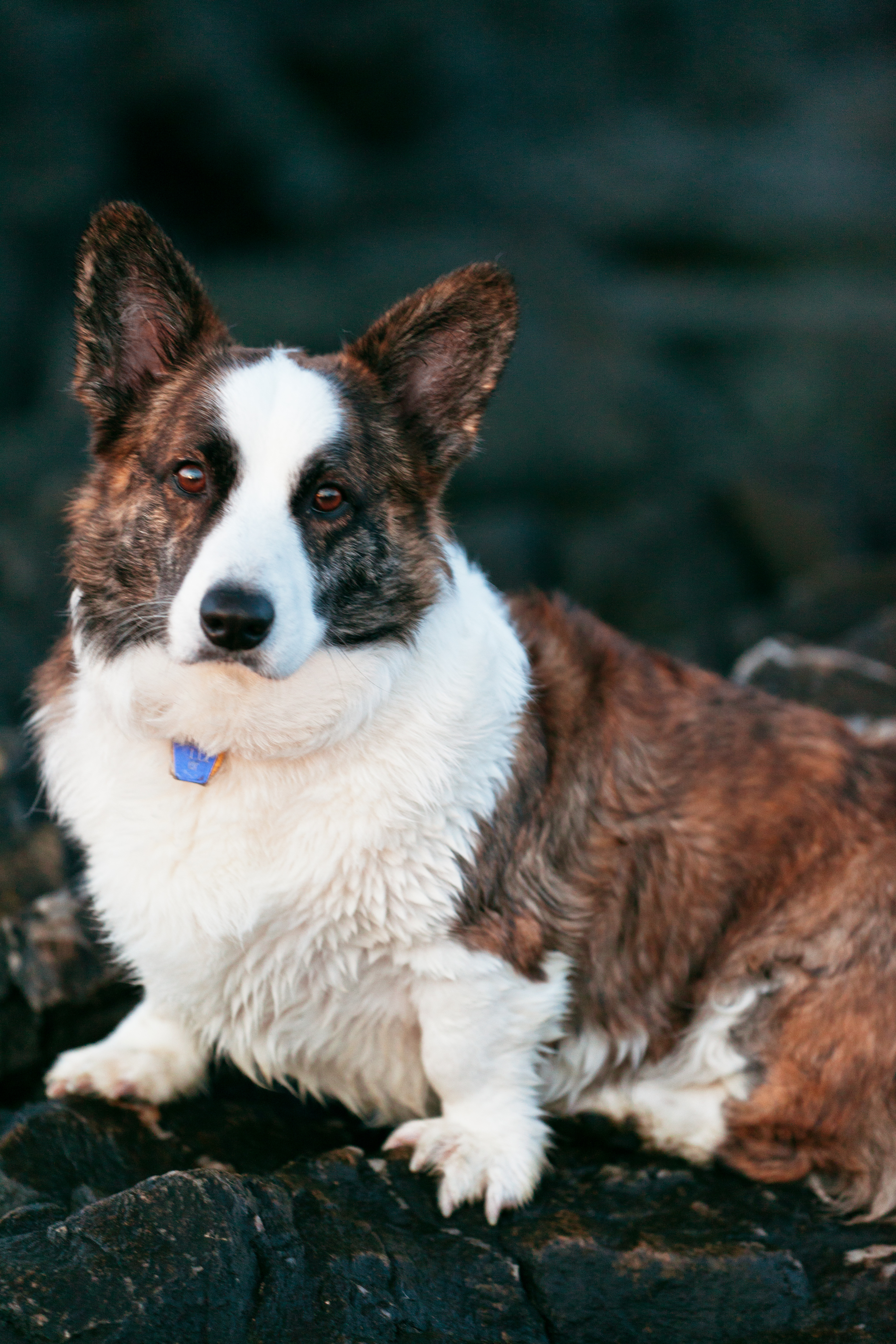
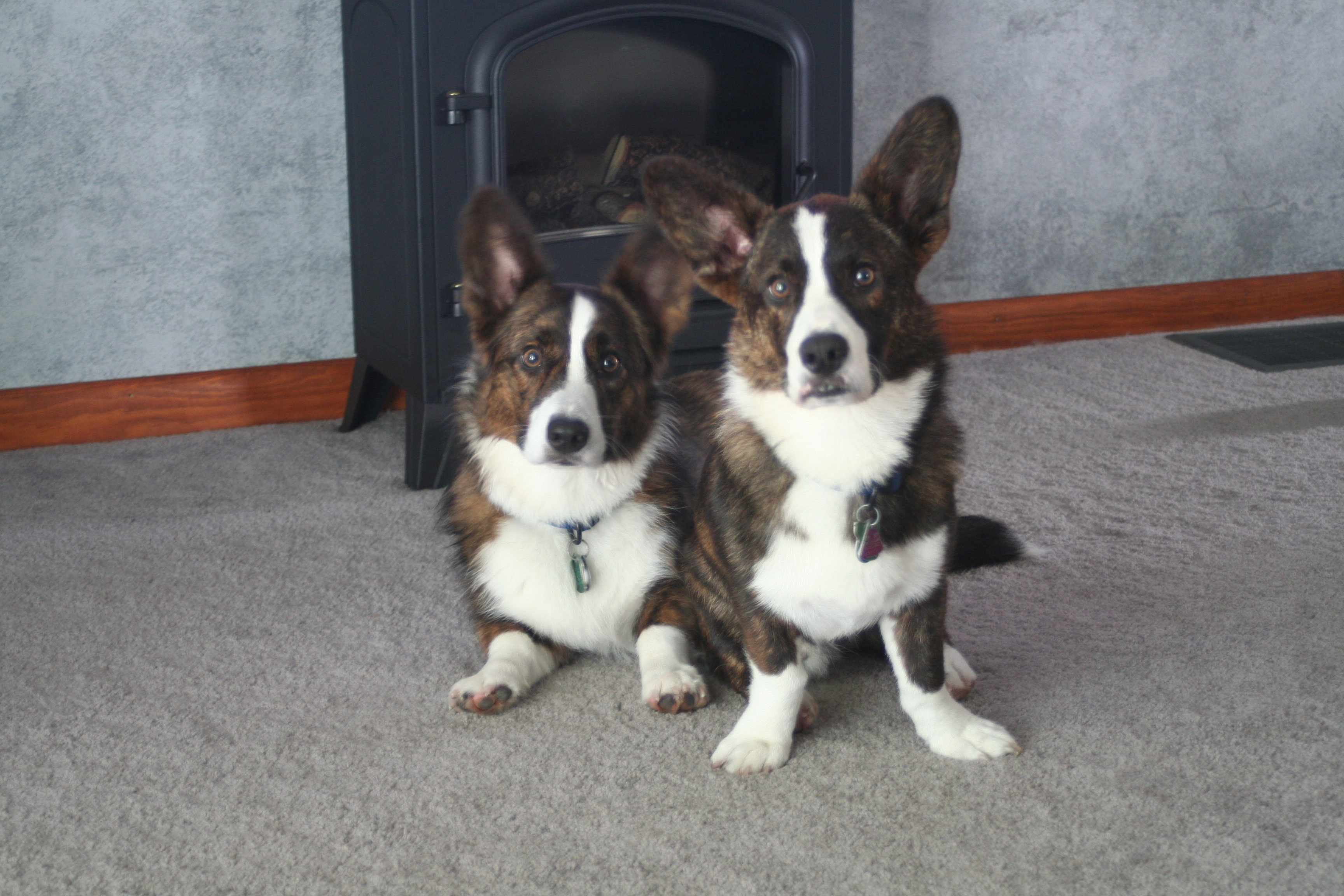
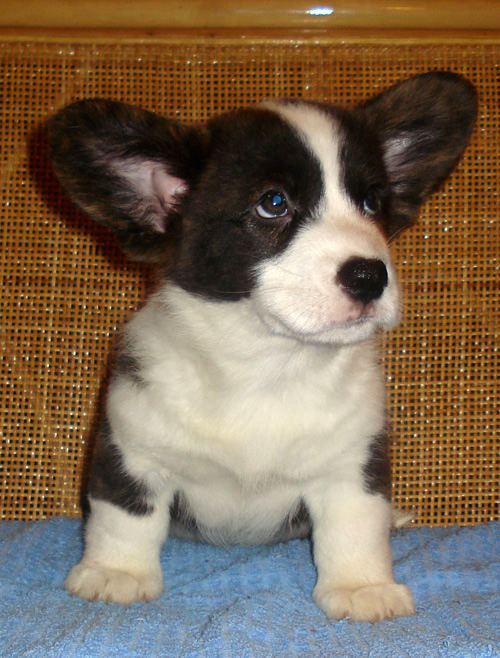
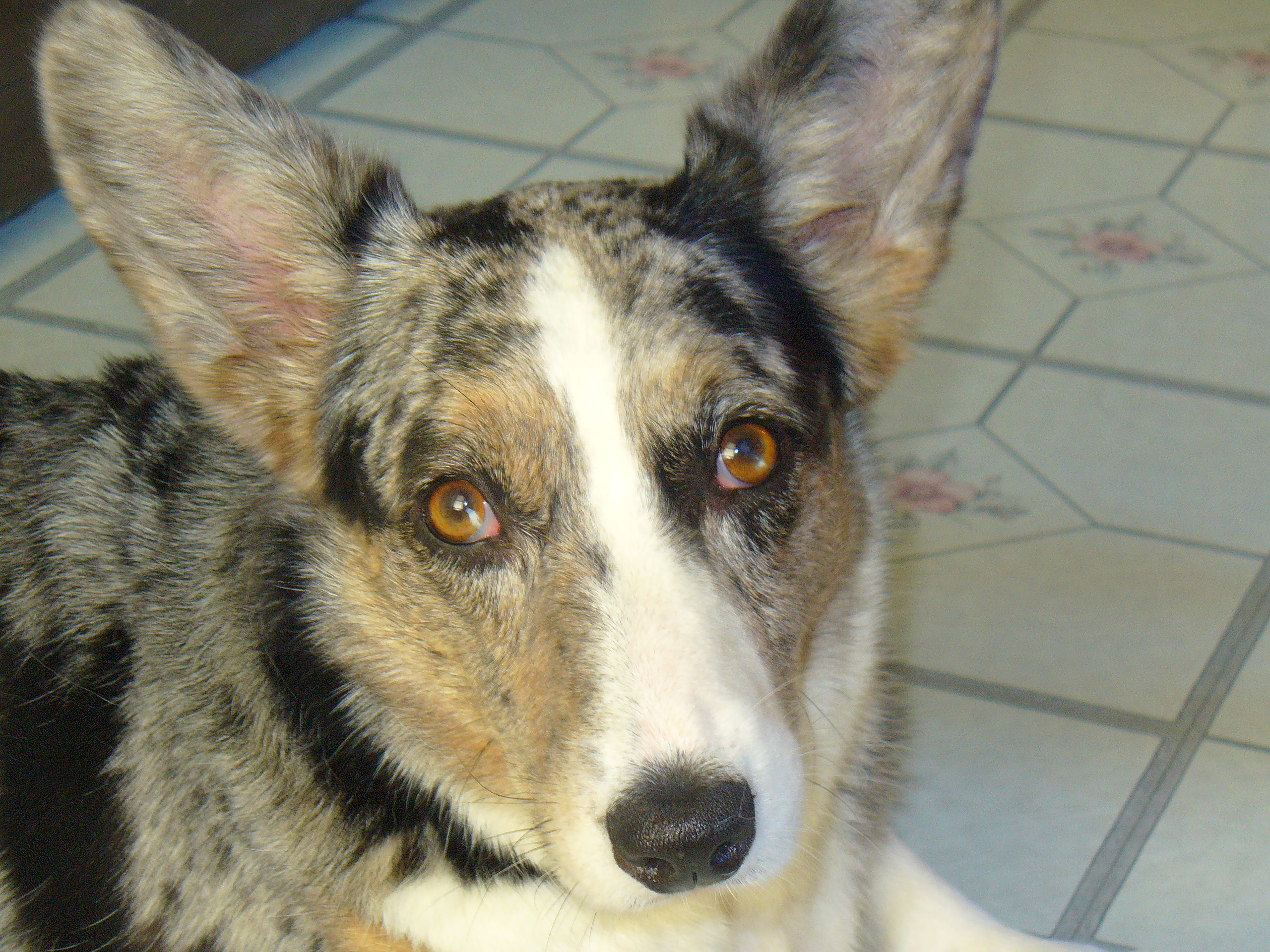